# Midnight (песня Coldplay)
«Midnight» (в переводе с англ. — «Полночь») — промосингл британской группы Coldplay из их шестого студийного альбома Ghost Stories. Вышел 19 апреля 2014 года на лейбле Parlophone.

## О песне
«Midnight» была построена вокруг ранее неизданной композиции, написанной Джоном Хопкинсом в 2003 году. Трек, называвшийся «Amphora» не был завершён автором и частью был выпущен в эмбиент-электронном музыкальном блоге «A Strangely Isolated Place» на SoundCloud в начале 2012 года как часть плейлиста «ASIP — 1.00.00». Она также содержит элементы из записи Хопкинса, названной им «The Fourth State II» — репродукции его мини-альбома 2008 года The Fourth State.
Песня была записана группой в 2013 году по ходу сессий шестого студийного альбома на их студиях The Bakery и The Beehive в северном Лондоне, Англия. Студии были специально созданы группой для работы над их двумя предыдущими альбомами — Viva la Vida or Death and All His Friends и Mylo Xyloto. Для записи вокала Крисом Мартином был использован вокодер. Также при производстве трека были использованы лазерная арфа и луп-станция.
25 февраля 2014 года в качестве тизера к тогда ещё не анонсированному шестому студийному альбому было выпущено музыкальное видео на песню. Версия сингла на 7" грампластинке была выпущена лейблом Parlophone ко дню музыкального магазина. Односторонняя грампластинка была выпущена 19 апреля в качестве промосингла, став вторым релизом из альбома Ghost Stories.
«Midnight» была впервые исполнена вживую в ночь открытия iTunes Festival в рамках SXSW 12 марта 2014 года в театре Муди в Остине, Техас. Во время выступления Гай Берримен играл на лазерной арфе, а Уилл Чемпион — на реактейбле.

## Музыкальный видеоклип
Видеоклип на «Midnight» сняла режиссёр Мэри Уигмор. Премьера клипа состоялась на музыкальном видеохостинге Vevo в шесть часов вечера (полночь по Улан-Баторскому времени) 25 февраля 2014 года. Почти весь клип снят при помощи инфракрасной термографии и негативной съёмки с добавлением разных визуальных эффектов.

## Отзывы критиков
«Midnight» получила в основном положительные отзывы критиков, отметивших изменения в звучании группы и установивших параллель с инди-фолк-коллективом Bon Iver. Эл Хорнер (NME) одобрил выбранное группой музыкальное направление и описал «Midnight» как «погружение в ледяной электронный экспериментализм». Лорен Джеймс (Contactmusic.com) также похвалила композицию, написав: «крушащие всё пианино, парящие гитары и вокал» наиболее известных песен Coldplay уступили место «лаконичной минималистичной электронной песне». Майкл Нельсон (Stereogum) согласился с ней, посчитав, что песня представила Coldplay «в их наиболее просторном, освобождённом, открытом до призрачности состоянии». Эван Соуди (PopMatters) оценил песню в 8 баллов из 10 и описал её как «холодную, угрюмую и пробуждающую».
Кори Гроу (Rolling Stone) сравнил вокал Криса Мартина с Питером Гэбриэлом в том, «как он поёт о темноте, пока синтезаторы обустраивают трек перед тем как рейвообразная клавишная партия пронзит эту звуковую статику». Карл Виллайет (Idolator) описал трек как «преследуемую звуковую гамму, которая не только испытывает недостаток в фирменных заполняющих стадионы гитарных партиях и припевах а-ля гимн, но и не имеет ни намёка на „зацеп“ при небольшом количестве разборчивой лирики». Льюис Корнер (Digital Spy) написал, что «Midnight» «подавленная, сумрачная, мерцающая, определённо не лид-сингл с первого прослушивания» и похвалил Coldplay за врождённую способность «встряхивать своё звучание и становиться ещё более успешными».
Джеймсон Кокс (Time) написал, что это «нечёткое фосфеновое облако синтезаторных мелодий никогда не станет одной из фирменных работ Coldplay», но похвалил её в качестве «ещё одного шага в новом направлении для коллектива, который никогда не довольствовался топтанием на одном месте».

## Список композиций
| №  | Название   | Автор(ы)                                                | Продюсер                                                     | Длительность |
| -- | ---------- | ------------------------------------------------------- | ------------------------------------------------------------ | ------------ |
| 1. | «Midnight» | Гай Берримен, Джонни Баклэнд, Уилл Чемпион, Крис Мартин | Coldplay, Пол Эпворт, Дэниел Грин, Рик Симпсон, Джон Хопкинс | 4:54         |

## Чарты и сертификация
| Чарт (2014)                                  | Лучшая позиция |
| -------------------------------------------- | -------------- |
| Австралия (ARIA)                             | 25             |
| Австрия (Ö3 Austria Top 40)                  | 26             |
| Бельгия/Фландрия (Ultratop 50)               | 8              |
| Бельгия/Валлония (Ultratop 50)               | 1              |
| Канада (Billboard Canadian Hot 100)          | 27             |
| Дания (Tracklisten)                          | 3              |
| Франция (SNEP)                               | 5              |
| Германия (GfK)                               | 44             |
| Венгрия (Single Top 40)                      | 1              |
| Италия (FIMI)                                | 2              |
| Luxembourg Digital Songs (Billboard)         | 1              |
| Нидерланды (Single Top 100)                  | 8              |
| Новая Зеландия (Recorded Music NZ)           | 11             |
| Portugal Digital Songs (Billboard)           | 1              |
| Испания (PROMUSICAE)                         | 3              |
| Швейцария (Schweizer Hitparade)              | 20             |
| Великобритания (OCC UK Singles)              | 48             |
| США (Billboard Hot 100)                      | 29             |
| США (Billboard Hot Rock & Alternative Songs) | 6              |

| Чарт (2014)                   | Позиция |
| ----------------------------- | ------- |
| US Hot Rock Songs (Billboard) | 40      |

### Сертификации
| Регион                                                                      | Сертификация | Продажи |
| --------------------------------------------------------------------------- | ------------ | ------- |
| Италия (FIMI)                                                               | Золотой      | 15 000  |
| Данные о продажах + прослушиваниях приведены только на основе сертификации. |              |         |

## Награды
| Год  | Церемония          | Награда      | Результат |
| ---- | ------------------ | ------------ | --------- |
| 2014 | World Music Awards | Лучшая песня | Номинация |

## Дополнительные факты
- Ремикс «Midnight» от пионера электронной музыки Джорджо Мородера, выпущенный 21 апреля 2014 года в цифровом формате, также получил положительные отзывы критиков за удачную конвертацию последней в танцевальный трек[36][37][38][39].